# Церква святого архістратига Михаїла (Чистопади)

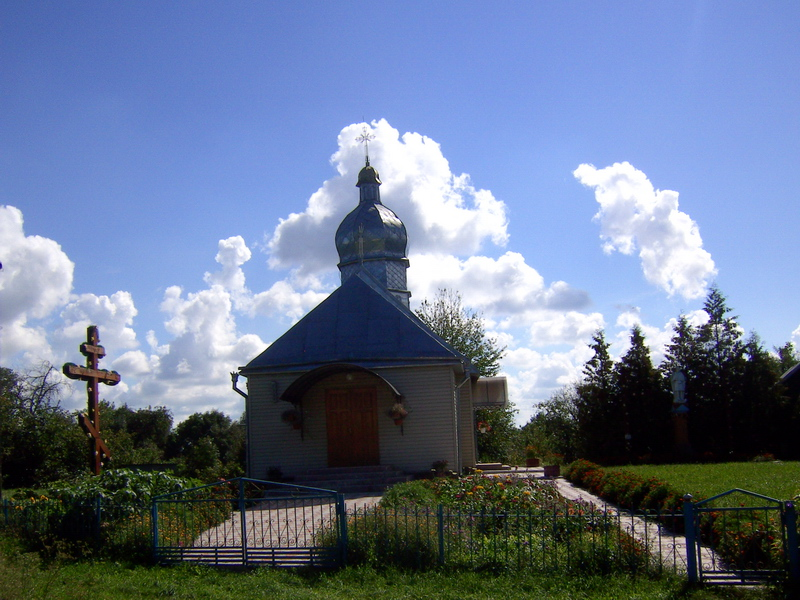
Дерев'яна церква Святого Миколая (1701)

Церква святого архістратига Михаїла в Чистопадах — парафія і храм греко-католицької громади Залозецького деканату Тернопільсько-Зборівської архієпархії Української греко-католицької церкви в селі Чистопади Тернопільського району Тернопільської области.
Дерев'яна церква оголошена пам'яткою архітектури місцевого значення.

## Історія церкви
Парафія, що стала греко-католицькою у 1701 році, до 1946 року діяла як самостійна одиниця. Тоді ж, у 1701 році, було збудовано дерев'яний храм святого Архистратига Михаїла. Після того, як він згорів у 1918 році, на його фундаменті у 1928 році звели новий дерев'яний храм.
У 1991 році парафія повернулася в лоно УГКЦ, але через конфлікт стару церкву використовували почергово. Завдяки фінансовій підтримці о. Йосафата та о. Василя Воротняків (з Німеччини), а також місцевих парафіян, у 1995 році було збудовано нову греко-католицьку церкву. Її архітектором став В. Мамотюк, а автором іконостасу — Мирослав Галась. У 1999–2000 роках іконостас розписав Богдан Романюк.
4 грудня 2001 року храм освятив владика Михаїл Колтун. Згодом парафію відвідували єпископи з візитаціями: владика Михаїл Сабрига у 2005 році та владика Василій Семенюк у 2006 році.
При парафії діють братства Матері Божої Неустанної Помочі, «Пресвятого Серця Ісусового» та Вівтарна дружина.
На території парафії встановлено фігуру святого Архистратига Михаїла на честь 10-річчя функціонування храму, фігуру Матері Божої та хрест на честь скасування панщини.

## Парохи
- о. Дмитро Жеребецький,
- о. Филимон Тарнавський (1890—1892),
- о. Казимир Савіцький (1890—1892),
- о. Мединський (1898),
- о. Григорій Косар (1899—1915),
- о. Микола Кулицький (1899—1915),
- о. Ювіналь Луцик,
- о. Володимир Склейкович (1918—1928),
- о. Михайло Бутринський (1928—1930),
- о. Василь Лавришин (1930—1934),
- о. Михайло Ковальчук (1934—1938),
- о. Володимир Кісь (1938—1939),
- о. Володимир Королюк (1939—1943),
- о. Василь Грицай (до 1946),
- о. Михайло Симко (1946—1960),
- о. Василь Кирильчук (1960—1966),
- о. Софрон Юрчинський (1966—1979),
- о. Петро Жаровських (1978—1991),
- о. Григорій Кутний (1991—1992),
- о. Михайло Пошва (1992—1994),
- о. Володимир П'єцух (1994—1995),
- о. Василь Кишенюк (1995—2002),
- о. Степан Гарбіч (адміністратор з 2002).